# Parc national du Djurdjura
Le parc national du Djurdjura (en arabe : الحديقة الوطنية جرجرة, en berbère : Urti Aɣelnaw n Ǧeṛǧeṛ, ⵓⵔⵜⵉ ⴰⵖⵍⵏⴰⵡ ⵏ ⴵⵕⴵⵕ) est un parc national algérien, situé dans la wilaya de Bouira et Tizi-ouzou, en Kabylie, au Nord de l'Algérie. Le parc abrite de vastes forêts, des gorges et des gouffres, où vit une faune très riche.
Le parc est également une réserve de biosphère reconnue par l'UNESCO depuis 1997.

## Vie sauvage

### Flore
Les arbres les plus représentés sont: le cèdre de l'Atlas, le chêne vert, le chêne liège, le houx, l'érable à feuilles obtus, l'érable de Montpellier, l'érable champêtre, le cerisier des oiseaux, le chêne zéen, le pin noir, le pin d'Alep, l'if. 

### Faune
Le parc abrite les espèces de mammifères suivantes: le magot , le lièvre du Cap , le sanglier , hyène rayée, la mangouste, le loup doré , la genette, le porc-épic et la belette. 
Le parc abrite les espèces d'oiseaux suivantes: l'aigle royal, le vautour fauve, le gypaète barbu, le percnoptère, l'aigle de Bonelli, le faucon crécerelle, la buse féroce, la chouette hulotte, le hibou grand-duc, la grive musicienne, le rossignol philomèle, le bec-croisé des sapins, la grive draine, le pic vert , la huppe fasciée.

## Galerie

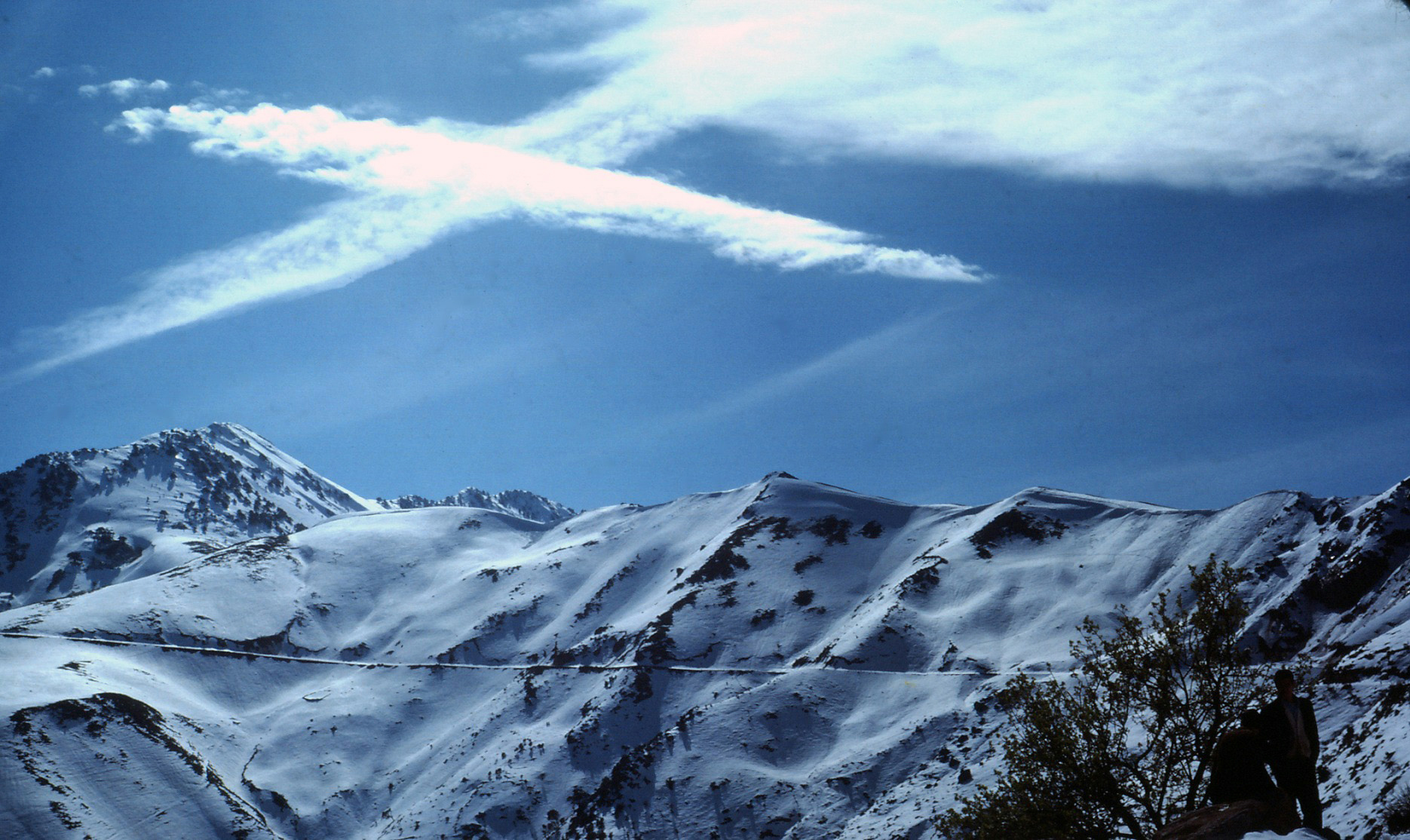
Djurjura enneigé
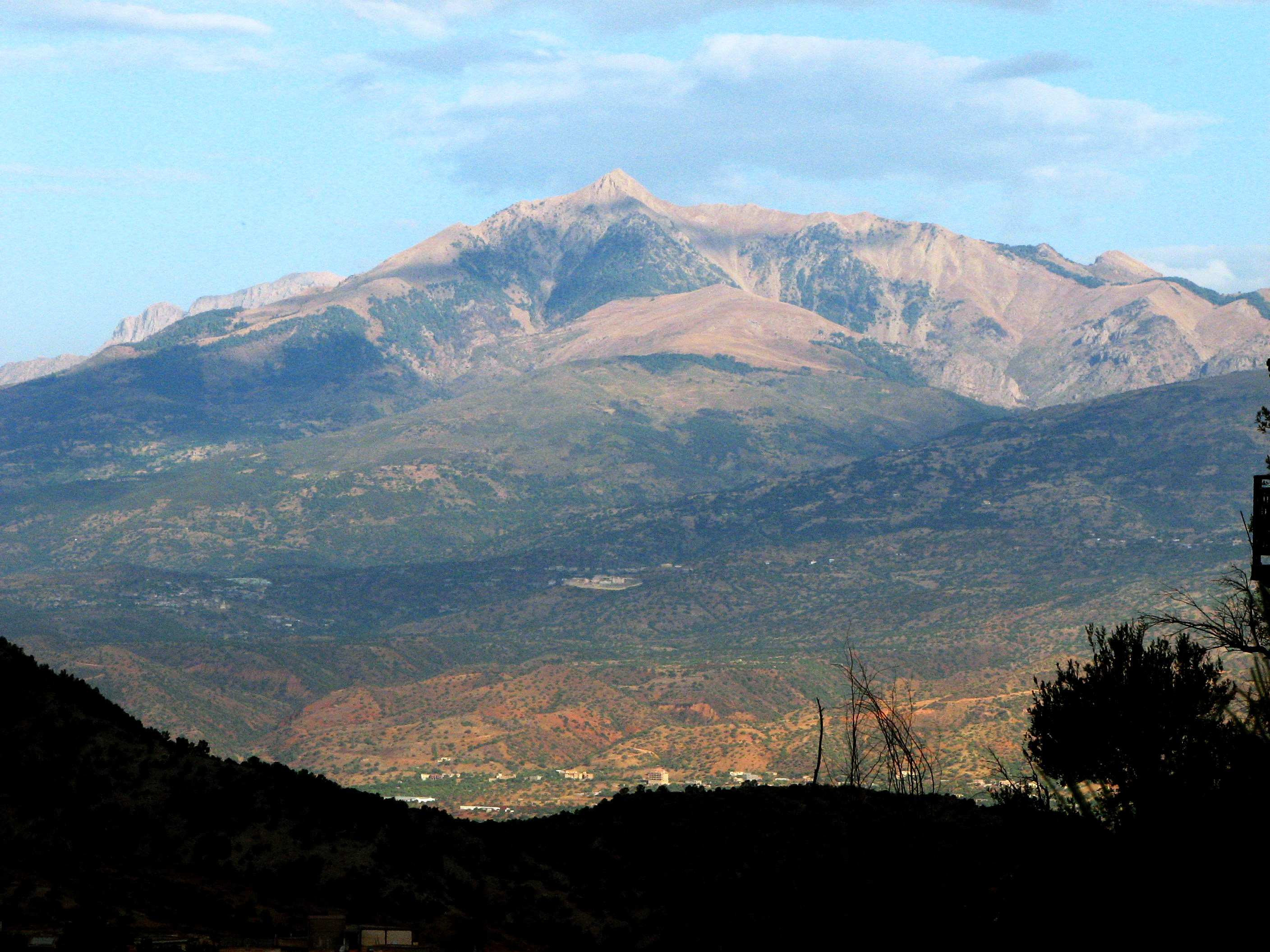
Lalla-Khadîdja
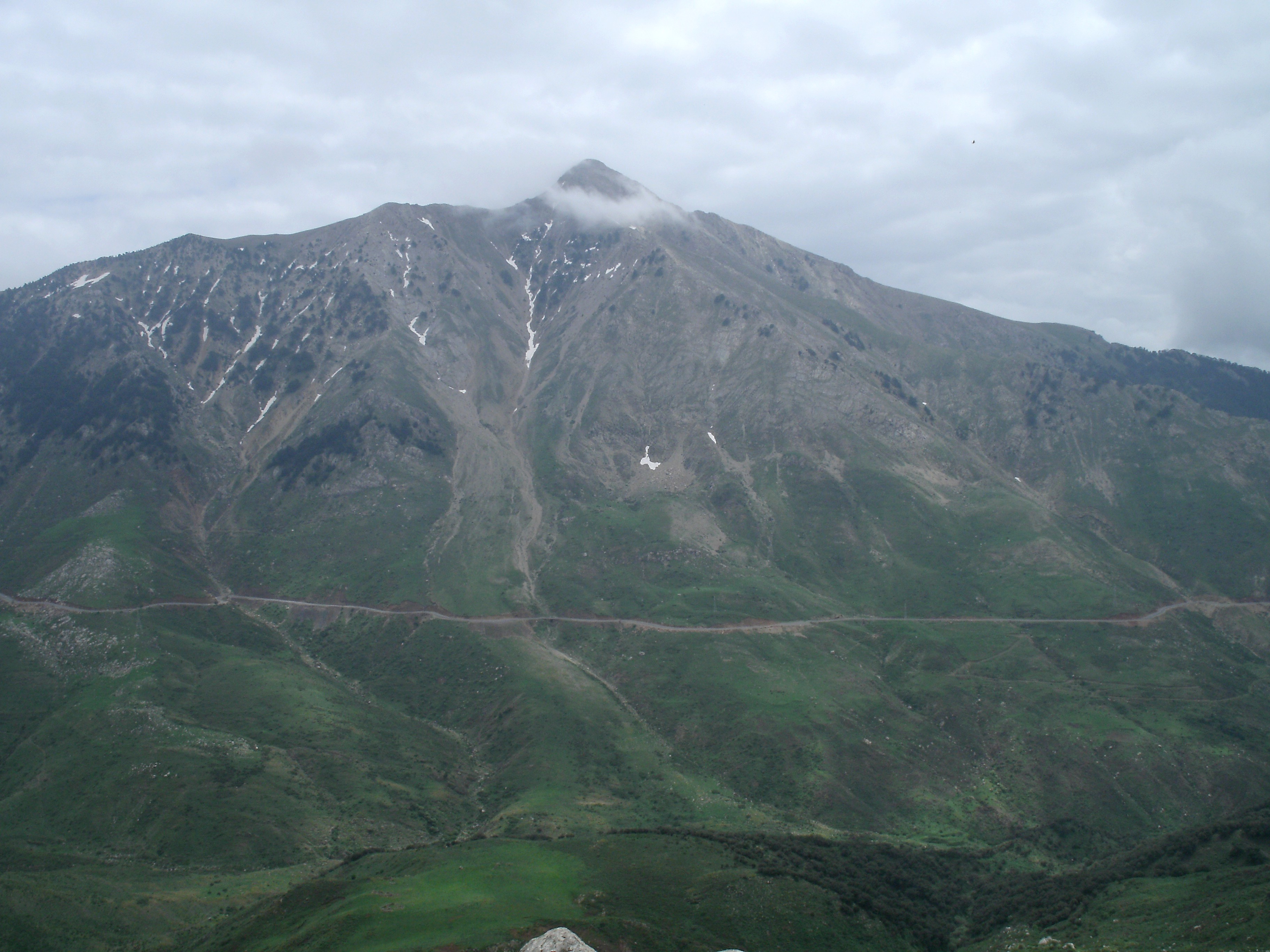
Tamgutar
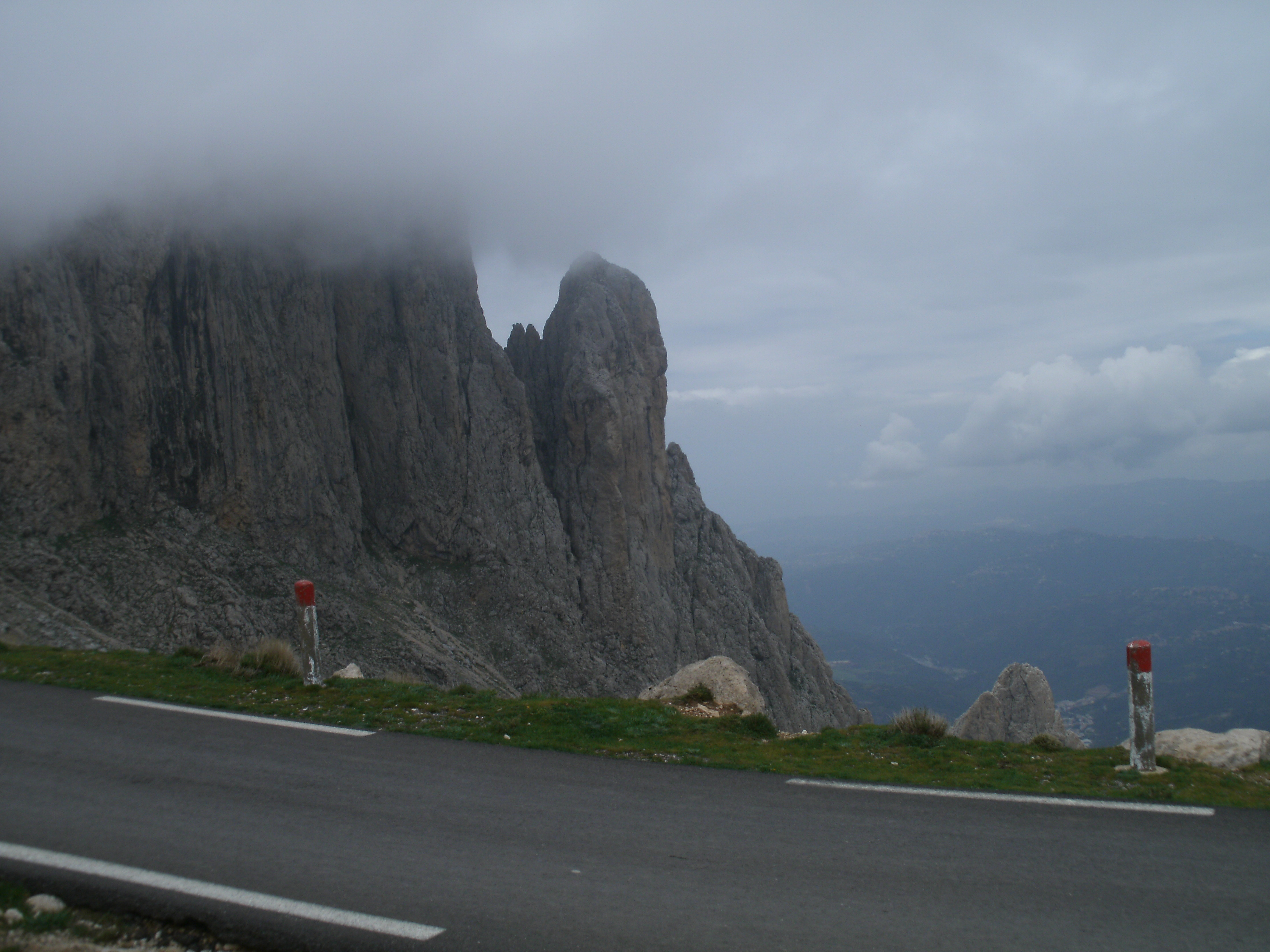
Thaletyel
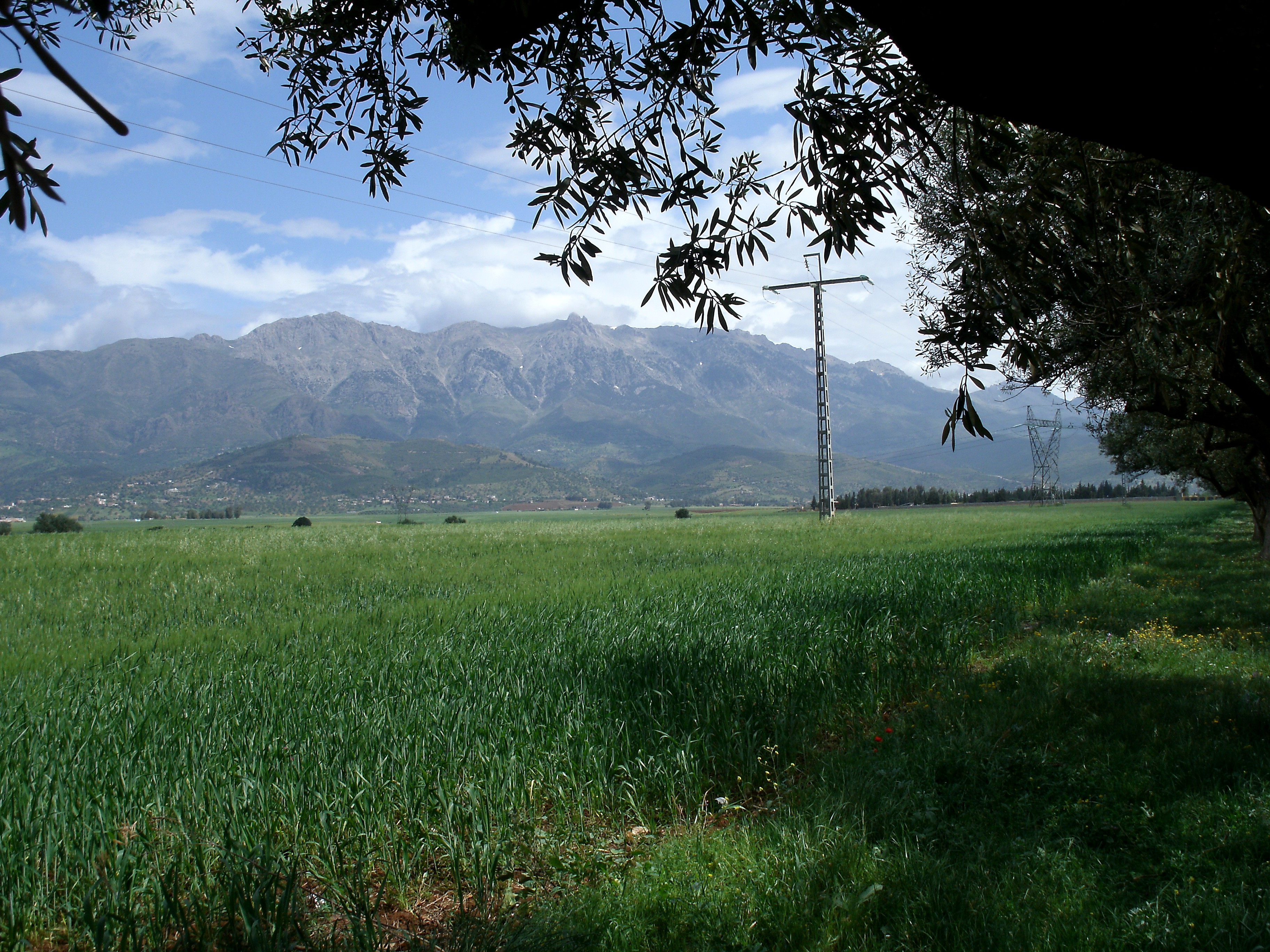
Haizeryel
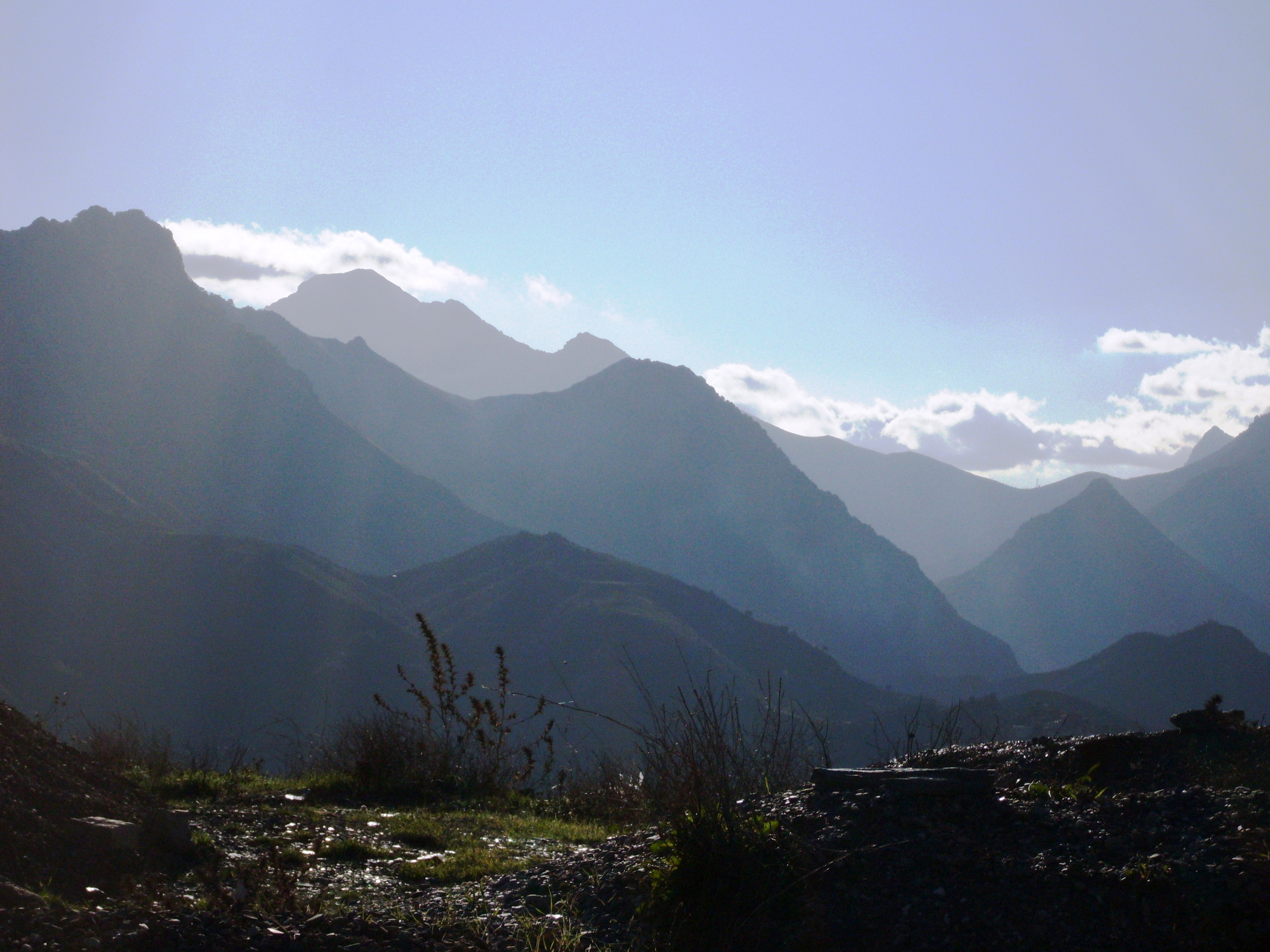
Jerjer
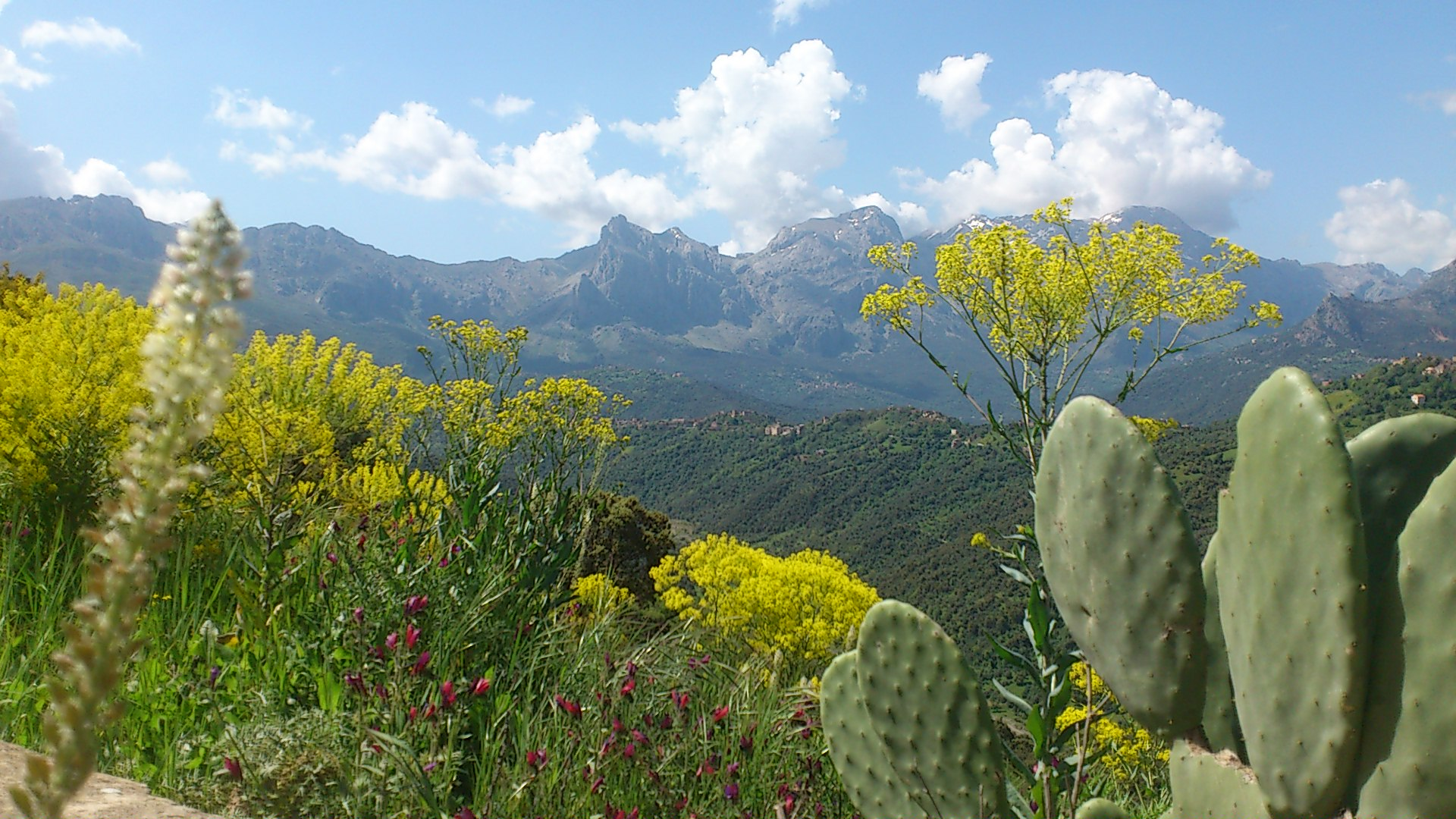
Des genêts (dit aussi azouz) et derrière le Thaletat, dans le parc national du Djurdjura. Avril 2018.